# لیزی کاپلان
لیزی کاپلان (به انگلیسی: Lizzy Caplan)؛ (زادهٔ ۳۰ ژوئن ۱۹۸۲) یک هنرپیشه اهل ایالات متحده آمریکا است. وی از سال ۱۹۹۹ میلادی تاکنون مشغول فعالیت بوده‌است.

## گزیده فیلم‌شناسی
- اورنج کانتی (۲۰۰۲)
- دختران بدجنس (۲۰۰۴)
- داروی عشق (۲۰۰۶)
- کلاورفیلد (۲۰۰۸)
- دختر بهترین دوست من (۲۰۰۸)
- عبور از مرز (۲۰۰۹)
- ۱۲۷ ساعت (۲۰۱۰)
- جکوزی ماشین زمان (۲۰۱۰)
- اجداد ادیسه:بشیرت (۲۰۱۰)
- زنان ازدواج‌نکرده (۲۰۱۱)
- آسفالت (۲۰۱۲)
- مصاحبه (۲۰۱۴)
- شب قبل (۲۰۱۵)
- اکنون مرا می‌بینی ۲ (۲۰۱۶)
- متفقین (۲۰۱۶)
- هنرمند فاجعه (۲۰۱۷)
- انقراض (۲۰۱۸)
- افرادی که در عروسی از آن‌ها متنفریم (۲۰۲۲)
- تار عنکبوت (۲۰۲۳)

### مجموعه تلویزیونی
- اسمالویل (۲۰۰۱–۲۰۰۳)
- مرد خانواده (۲۰۰۶)
- بابای آمریکایی! (۲۰۰۶–۲۰۰۹)
- خون حقیقی (۲۰۰۸)
- کلیولند شو (۲۰۱۱)
- دختر جدید (۲۰۱۲)
- کارشناسان سکس (۲۰۱۳–۲۰۱۶)
- کمدی بنگ! بنگ! (۲۰۱۴)
- سیمپسون‌ها (۲۰۱۷)
- کشتی (۲۰۱۸)
- کسل راک (۲۰۱۹)